# Regeringen Hagerup I
Regeringen Hagerup I var en norsk regering som tillträdde den 14 oktober 1895. Det var koalitionsregering med Høyre, Moderate Venstre och Venstre. Statsminister var Francis Hagerup  och Norges statsminister i Stockholm var Gregers Gram. Regeringen avgick den 17 februari 1898.